# Gunter M. Schütz
Gunter M. Schütz ist ein deutscher Physiker. Seine Forschungsschwerpunkte sind die mathematische Physik und die statistische Mechanik. Schütz publiziert auch über das Thema „Religion und Wissenschaft“ und hält Vorträge darüber.
Schütz forscht am Forschungszentrum Jülich.

## Biographie
Schütz studierte Physik, altsemitische Sprachen und vergleichende Religion an der Universität Marburg und der Universität Bonn. Er promoviert in Physik in Bonn und am Weizmann-Institut für Wissenschaften in Israel. Danach war er Postdoc am Weizmann-Institut und an der Universität Oxford.

## Preise
- 2000 erhielt er den Gustav-Hertz-Preis der Deutschen Physikalischen Gesellschaft.

## Publikationen (Auswahl)
- mit E. Domany: Phase transitions in an exactly soluble one-dimensional exclusion process. J Stat Phys 72, 277–296 (1993). https://doi.org/10.1007/BF01048050
- Gunter M. Schütz: Exact solution of the master equation for the asymmetric exclusion process. In: Springer Science and Business Media LLC (Hrsg.): Journal of Statistical Physics. Band 88, Nr. 1–2, 1997, S. 427--445, doi:10.1007/bf02508478.
- Exactly Solvable Models for Many-Body Systems Far from Equilibrium. Phase Transitions and Critical Phenomena. 19. 1-251. (2001). 10.1016/S1062-7901(01)80015-X.
- mit Y. Kafri, E. Levine, D. Mukamel und J. Török: ‘Criterion for phase separation in one-dimensional driven systems’, Phys. Rev. Lett. 89 (2002), 035702.
- mit G. Schönherr: ‘Exclusion process for particles of arbitrary extension: Hydrodynamic limit and algebraic properties’, J. Phys. A   37 (2004), 8215-8231.
- mit A. Rakos: ‘Bethe ansatz and current distribution for the TASEP with particle-dependent hopping rates’ cond-mat/0506525, In Press in: Markov Proc. Rel. Fields.
- mit R. Harris: Fluctuation theorems for stochastic dynamics. Journal of Statistical Mechanics: Theory and Experiment. 2007. 10.1088/1742-5468/2007/07/P07020.